# Charlott Boss
Charlott Boss (* 1989 oder 1990 als Charlotte Bühler) ist eine deutsche Sängerin und Songwriterin, die überwiegend im Bereich der Elektronischen Tanzmusik tätig ist. Erstmals bekannt wurde sie im Jahr 2011 als Teil des Elektronik-Duos Nod One’s Head. Nach dessen Auflösung im Jahr 2016 war sie bis 2018 solo unter demselben Namen aktiv. 2019 trat sie erstmals unter ihrem aktuellen Pseudonym in Erscheinung. Neben ihrer Solokarriere ist sie als Songwriterin und Gastsängerin für Musiker wie Alle Farben, Scooter und Jebroer aktiv. Die von ihr als Co-Autorin verfassten Lieder Freitag, Samstag von Harris & Ford und Finch, Sandmann von Le Shuuk, Irrenhaus von Harris & Ford und Outsiders, King Kong von HBz, Eismann von Finch sowie Tattoo von Finch, HBz und 2 Engel & Charlie markieren ihre erfolgreichsten Beiträge.

## Leben und Ausbildung
Bühler wurde 1989 oder 1990 geboren und wuchs in Schwäbisch Hall auf. Ihr Vater ist neben seiner Tätigkeit als Geschäftsführer der Optima packaging group auch als Sänger tätig und hat sie musikalisch geprägt. In ihrer Kindheit und Jugend nahm sie Ballettunterricht, spielte 15 Jahre lang Cello und wirkte in Musicals ihrer Schule mit. Zu ihren musikalischen Einflüssen gehörte auch der Verein Club Alpha 60 mit seinen Punk-, Rock- und Hardcoreveranstaltungen. Später absolvierte sie ein Studium im Bereich Motion-Design. 2016 lebte Bühler in Berlin.

## Nod One’s Head
2011 gründete sie gemeinsam mit ihrem Kommilitonen Moritz Bommert das Musikprojekt Nod One’s Head. Hier steuerte sie den Gesang bei, während Bommert für die Synthesizer und das Programming zuständig war. Die ersten Lieder veröffentlichten sie über YouTube. Ihre Musik wurde unter anderem auf BBC One gespielt. Das Debütalbum Lava erschien am 14. August 2015. Ausgekoppelt wurden im Vorfeld der Titeltrack und Bad Blood. Liveauftritte auf dem Melt, dem Dockville und dem Berlin Festival folgten.
Die Band war im Sommer 2015 Teil der 19. Staffel der Startrampe, einem Newcomer-Format des Senders PULS des Bayerischen Rundfunks.
Am 26. Februar 2016 trennte sich das Duo aufgrund unterschiedlicher Interessen. Während Bommert die Underground-House-Ausrichtung vertiefen wollte, interessierte Bühler sich für das Pop-Genre. Sie führte das Projekt vorerst allein weiter und wurde von verschiedenen Musikern auf ihren Live-Auftritten unterstützt. Im September 2016 erschien die erste Single seit Bommerts Ausstieg. Diese trug den Titel I’m Mad. Im Dezember 2016 folgte der Song I Like It What It Is.
Im November 2018 erschien die vorerst letzte Single, die unter dem Namen Nod One’s Dead veröffentlicht wurde. Diese trug den Titel Ocean und entstand in Zusammenarbeit mit dem deutschen DJ und Produzenten Dayne S.

## Karriere als Solokünstlerin
Am 24. Januar 2019 veröffentlichte sie gemeinsam mit dem australischen Complextro-Bounce-Produzenten Brynny die Single Until We Die. Bei dieser trat sie erstmals unter dem Künstlernamen Charlott Boss in Erscheinung. Im Oktober 2019 folgte die Single Therapy. Für die Entstehung arbeitete sie mit dem australischen DJ und Produzenten Timmy Trumpet zusammen. Im Februar 2020 erschien mit dem Lied Dumb eine weitere Zusammenarbeit mit Timmy Trumpet. Parallel veröffentlichte sie gemeinsam mit dem US-amerikanischen DJ und Produzenten KSHMR sowie dem malaysischen Produzenten Hard Lights die Single Over & Out. Am 10. Juli 2020 erschien die Single Pablo Escobar für dessen Entstehung sie mit dem brasilianischen DJ-Duo Dubdogz zusammenarbeitete.

## Karriere als Songwriterin
Im Jahr 2016 agierte Bühler erstmals als Songwriterin. Gemeinsam mit Philipp Kroch schrieb sie das Lied Roof Bay für den deutschen DJ und Produzenten Alle Farben. Der Titel war Teil von dessen zweiten Studioalbums Music Is My Best Friend. 2018 wirkte sie sowohl als Songwriterin, als auch als Sängerin des Liedes Hit the Sky des niederländischen Hardstyle-Duos Ransom mit.
Im Mai 2019 erschien der von ihr geschriebene Song On & Off, der vom niederländischen Tropical-House Produzenten Steve Reece produziert sowie dem britischen Singer-Songwriter Timothy Auld gesungen wurde. Hier ist sie außerdem als Background-Sängerin zu hören. Am 3. Mai 2019 veröffentlichte das österreichische DJ-Duo Harris & Ford gemeinsam mit dem deutschen Rapper Finch den Titel Freitag, Samstag. Der Song, bei dem Bühler sowohl Text, als auch den weiblichen Gesangspart beisteuerte, markierte ihre erste Platzierung in den deutschen Single-Charts.
Die im August 2019 erschienene Extended Play Party EP des deutschen DJ-Duos Anstandslos & Durchgeknallt enthält die von ihr geschriebenen Lieder Schnaps und Deine Mum. Am 20. September 2019 folgte eine weitere Zusammenarbeit mit Harris & Ford. Diese trug den Titel Break the Beat und entstand gemeinsam mit dem italienischen EDM-Duo Vinai. Bei diesem war sie als Sängerin zu hören. Im Oktober 2019 erschien das Lied Devil’s Symphony der deutschen EDM-Gruppe Scooter, bei dem sie sich am Songwriting beteiligte. Hierzu steuerte sie zudem den weiblichen Gesangspart bei.
Im Januar 2020 erschien die Single Sandmann des deutschen DJs und Produzenten Le Shuuk. Hier war sie beim Songwriting sowie auch am Gesang beteiligt. Am 17. Januar 2020 Monat veröffentlichte die belgische Singer-Songwriterin Molly Irvine das mit ihr geschriebene Lied Something I Said. Noch im selben Monat präsentierte der Berliner Musiker Llucid den von Bühler geschriebenen Song Sweater sowie das italienische DJ-Duo Marnik den gemeinsam mit ihr entstandenen Song  Made of Stars. Bei letzterem übernahm die niederländische Songwriterin PollyAnna den Gesang.
Am 13. März 2020 veröffentlichte der deutsche DJ und Produzent Tujamo in Zusammenarbeit mit dem brasilianischen DJ und Produzenten Lotten den Song One Million, bei dem sie als Songwriterin und Sängerin mitwirkte. Am 20. März 2020 veröffentlichte der niederländischen Rapper Jebroer das Lied Weltuntergang Hymnen, das dieser gemeinsam mit dem Hardstyle-DJ Adosa produzierte. Der Song diente als Vorbote für Jebroers zweites deutschsprachiges Studioalbum Sechs, für dessen Entstehung Bühler an sechs der sieben Titel als Songwriterin und teils auch als Sängerin assistierte. Es erschien am 24. Juli 2020. Ebenfalls am 20. März 2020 veröffentlichte der Schweizer Musiker Nicolas Haelg das von ihr geschriebene Lied Scars at Night, das Gesang vom Britain’s-Got-Talent-Teilnehmer Jamie Lee Harrison enthält.
Nachdem sie im April 2020 als Sängerin des Liedes Satellites des russischen DJs und Produzenten Rompasso zu hören war, erschien im Mai 2020 eine weitere Kollaboration mit dem australischen DJ Timmy Trumpet. Gemeinsam mit dem niederländischen DJ und Produzenten R3hab sowie dem Gesang von Bühler, wurde die Single 911 veröffentlicht. Nur wenige Tage später steuerte sie den Gesang zum Lied Like a Punk der deutschen EDM-Projekte Younotus und AKA AKA. Ebenfalls im Mai 2020 erschien die Single Seesaw des niederländischen Produzenten Ummet Ozcan, der für das Lied Bühlers Stimme lieh.
Am 5. Juni 2020 veröffentlichte der niederländische House-Produzent Lulleaux gemeinsam mit dem deutschen Produzenten Strobe sowie mit Bühler als Gastsängerin den Song Limbo. Für das deutsche DJ-Duo Bodybangers schrieb sie den Titel Mad Love, der zusammen mit dem deutschen EDM-Duo Lizot sowie der US-amerikanischen Sängerin byMia interpretiert wurde. Als Songwriterin und Background-Sängerin schloss sie sich dem Partymusik-Projekt Schokkverliebt der Künstlerinnen Mia Julia und Frenzy Blitz an, dessen erste Single Brave Mädchen im Juni 2020 veröffentlicht wurde. Parallel erschien der von ihr geschriebene und von Sedric Perry gesungene Song Troubles, der wiederum vom deutschen Future-House-DJ Keanu Silva produziert wurde.
Im Juli 2020 wurde Bühler als Sängerin des Titels Candlelight, der nach Mad Love als zweite Zusammenarbeit mit dem deutschen Duo Lizot erschien, engagiert. Des Weiteren übernahm sie ein weiteres Mal das Songwriting und den weiblichen Gesangspart für eine Harris-&-Ford-Produktion. Hieraus resultierte das Lied Nachbarn, bei dessen Entstehung sie auch erneut auf Finch traf. Der Song erreichte Platz 74 der deutschen Single-Charts. Im August 2020 folgte das von ihr gesungene Lied Anywhere des britischen Produzenten Oli Harper. Gesungen wird der Track vom britischen Musiker Richard Judge. Zeitgleich erschien die vierte Zusammenarbeit mit Timmy Trumpet. Hierbei steuerte sie Gesang und Songtext des Liedes Mars bei.

## Diskografie

### Singles
2019:
- Until We Die (mit Brynny)
- Therapy (mit Timmy Trumpet)

2020
- Dumb (mit Timmy Trumpet)
- Over & Out (mit KSHMR x Hard Lights)
- Pablo Escobar (mit Dubdogz)

### Songwriting-Beiträge
| Jahr | Titel Album            | Höchstplatzierung, Gesamtwochen, AuszeichnungChartsChartplatzierungen (Jahr, Titel, Album, Platzierungen, Wochen, Auszeichnungen, Anmerkungen) | Anmerkungen                                                                              |
| Jahr | Titel Album            | DE | Anmerkungen                                                                              |
| ---- | ---------------------- | --- | ---------------------------------------------------------------------------------------- |
| 2019 | Freitag, Samstag –     | DE88 (2 Wo.)DE | Erstveröffentlichung: 3. Mai 2019 Interpret: Harris & Ford feat. Finch auch Gastsängerin |
| 2021 | King Kong –            | DE88 Gold · (22 Wo.)DE | Erstveröffentlichung: 21. Mai 2021 Interpret: HBz                                        |
| 2021 | Irrenhaus –            | DE64 (1 Wo.)DE | Erstveröffentlichung: 16. Juli 2021 Interpret: Harris & Ford & Outsiders                 |
| 2022 | EisMann Dorfdisko Zwei | DE99 (1 Wo.)DE | Erstveröffentlichung: 20. Oktober 2022 Interpret: Finch                                  |
| 2023 | Tattoo Dorfdisko Zwei  | DE67 (1 Wo.)DE | Erstveröffentlichung: 2. Februar 2023 Interpret: Finch feat. HBz & 2 Engel & Charlie     |

- 2016: Alle Farben − Roof Bay
- 2018: Ransom − Hit the Sky (auch Gastsängerin)
- 2019: Steve Reece feat. HIER − On & Off (auch Gastsängerin)
- 2019: Scooter − Devil’s Symphony (auch Gastsängerin)
- 2019: Anstandslos & Durchgeknallt − Schnaps
- 2019: Anstandslos & Durchgeknallt − Deine Mum
- 2019: Vinai & Harris & Ford − Break the Beat (auch Gastsängerin)
- 2020: Le Shuuk − Sandmann (auch Gastsängerin; DE: Gold)
- 2020: Moli − Something I Said
- 2020: Llucid − Sweater
- 2020: Marnik feat. PollyAnna − Made of Stars
- 2020: Tujamo & Lotten − One Million (auch Gastsängerin)
- 2020: Jebroer − Weltuntergang Hymnen
- 2020: Nicolas Haelg feat. Jamie Lee Harrison − Scars at Night
- 2020: Rompasso − Satellites (auch Gastsängerin)
- 2020: Timmy Trumpet & R3hab − 911 (auch Gastsängerin)
- 2020: Younotus & AKA AKA − Like a Punk (auch Gastsängerin)
- 2020: Ummet Ozcan − Seesaw (auch Gastsängerin)
- 2020: Jebroer & Dr Phunk − Wunderbar (SuperGeilFettFantastischWunderbar) (auch Gastsängerin)
- 2020: Lulleaux & Strobe − Limbo (auch Gastsängerin)
- 2020: Bodybangers & Lizot feat. byMia − Mad Love
- 2020: Schokkverliebt by Frenzy & Mia Julia − Brave Mädchen (auch Gastsängerin)
- 2020: Keanu Silva − Troubles
- 2020: Lizot − Candlelight (auch Gastsängerin)
- 2020: Schokkverliebt − Enrico
- 2020: Schokkverliebt − Gönn dir (auch Gastsängerin)
- 2020: Jebroer − Vater
- 2020: Jebroer − Die Leere
- 2020: Jebroer feat. Adosa − Das Herz eines Boxers
- 2020: Jebroer − Sechs Intro (auch Gastsängerin)
- 2020: Oli Harper feat. Richard Judge − Anywhere
- 2020: Timmy Trumpet − Mars

### Nod Ones’s Head
Alben
- 2015: Lava

EPs
- 2011: Up
- 2013: Dirty Heart
- 2014: Secret Love
- 2014: What’s Beyond
- 2015: Leaving the Line (mit Ante Perry & Ulf Alexander)
- 2015: Lava
- 2015: Bad Blood
- 2015: Falling To Pieces feat. Max Joni
- 2015: Kill Me (feat. Ironik)
- 2016: I’m Mad
- 2016: I Like What It Is
- 2017: Lemonade
- 2018: Ocean (mit Dayne S)

Remixes
- 2015: Anna Naklab feat. Alle Farben & YOUNOTUS − Supergirl (B1 Recordings)
- 2015: Ante Perry & Ulf Alexander feat. Nod One’s Head – Somewhere Down The Line (Kallias)
- 2015: Aristocracy – Keep On Rockin (Kallias)